# Подростковая литература
Подростко́вая литерату́ра (англ. young adult literature) — литература для подростков.

## Классификация по возрасту
При упоминании иноязычной литературы, представленной в жанре young adult literature, название жанра передаётся по-разному, например, янг-эдалт, молодёжная литература, литература для подростков. В США подростковая литература (англ. young adult literature) по определению Отделения литературы для подростков Американской библиотечной ассоциации предназначена для людей в возрасте от 12 до 18 лет. При этом само понятие англ. young adult относится к возрасту от 17 до 21 года. Аналогом жанра young adult для более взрослой аудитории считается жанр нью-эдалт (англ. new adult).
В российской традиции подростковая литература в значительной степени включена в понятие детской литературы, предназначенной для читателей до 15-16 лет. При этом данный возраст классифицируется как юношество или старший школьный возраст — от 14 до 16 лет, а непосредственно термином «книги для подростков» в России обозначается литература для детей среднего школьного возраста — от 11 до 13 лет.

## Характеристика
Подростковая литература является одним из литературных жанров. Особенностями литературы для подростков являются многоплановый сюжет, создание напряжённости вместо использования шокового эффекта, яркие персонажи, точная и детальная передача фактов, аутентичные диалоги, понятный стиль изложения, чувство юмора, интригующее вступление и запоминающаяся концовка.
В наши дни подростковая литература активно развивается в новых жанрах и областях: графический роман, ранобэ, манга, фэнтези, антиутопия, киберпанк, любовный роман, сплаттерпанк, технотриллер.